# Đoàn Bổng
Đoàn Bổng (sinh năm 1943), tên khai sinh là Đoàn Chí Bổng, là nhạc sĩ, nhà thơ người Việt Nam.

## Tiểu sử[2]
Năm 1966, Đoàn Bổng học khoa Sáng tác thuộc Nhạc viện Hà Nội. Sau khi tốt nghiệp, ông công tác tại Đài Phát thanh Giải phóng. Năm 1976, ông công tác tại Ban Văn nghệ của Đài Truyền hình Việt Nam cho đến ngày nghỉ hưu, ông từng giữ chức Trưởng phòng ca nhạc thuộc Ban văn nghệ - Đài truyền hình Việt Nam trong một thời gian dài.

## Bức thư nặc danh
Nhạc sĩ Đoàn Bổng không chỉ biết đến bởi tài năng mà còn bởi một sự việc xảy ra rất bất ngờ đối với ông.

### Bắt đầu câu chuyện
Ngoài là một nhạc sĩ có tiếng, Đoàn Bổng còn là một nhà thơ, tiêu biểu cho sự nghiệp ít biết đến hơn này của ông là tập thơ Nốt nhạc buồn. Đây là tập thơ khen thì nhiều, chê cũng không ít, thậm chí còn bị một số người thiếu thiện chí hoặc khó tính lên tiếng rất gay gắt. Câu chuyện bắt đầu khi Nguyễn Anh Vân, với bài biết trên báo có tên Thơ hay văn vần, đã phê phán tập thơ của Đoàn Bổng. Rồi vào ngày 20 tháng 3 năm 2011, người nhạc sĩ Hà Nội nhận được một bức thư nặc danh với lời lẽ khó chịu như sau:
| “ | Tình cờ tôi đọc bài báo này, xin photo một bản tặng ông. Mong ông hãy cất giữ cẩn thận để làm bài học nhớ đời cho sự dốt nát mà lại hợm hĩnh, háo danh… Ông bắt khán giả phải nghe nhạc dở hơi của mình, phải nghe cả con gái mình hát mặc dù giọng chẳng ra gì… Vài ca khúc vớ vẩn của ông, hãy vứt vào sọt rác đi thôi, chướng lắm!… Cụp đuôi lại, đừng bao giờ khoe thơ, khoe nhạc ở đâu nữa… | ” |

### Phản ứng của nạn nhân
Khi nhận được bức thư có nội dung như vậy, nhạc sĩ Đoàn Bổng có nói rằng ông rất sốc và phẫn nộ. Ông cho rằng Nguyễn Anh Vân chính là người viết bức thư này. Ông cũng cho biết nét chữ trong bức thư rất giống với chữ trong một bức thư mà một người quen biết gửi cho ông, nhưng tên và địa chỉ của người này đã bị tẩy bỏ trước khi sao chép. Nhạc sĩ Đoàn Bổng quyết tâm đòi lại sự trong sạch danh dự của bản thân. Ông cũng chỉ trích mạnh mẽ hành động của đối tượng kia.

## Tình yêu với người vợ bị bệnhhoang tưởng[cần dẫn nguồn]
Nhạc sĩ Đoàn Bổng có tình cảm với cô giáo mầm non trẻ tuổi Trần Kim Loan và hai người đã có tình cảm với nhau. Tuy nhiên, hai người chỉ yêu nhau có vài tháng thì phải xa nhau do nhạc sĩ được điều động vào Nam, công tác tại Đài Phát thanh Giải phóng. Trong khoảng thời gian xa cách đó, hai người thể hiện sự nhớ nhung. Thế rồi, sau ngày giải phóng, nhạc sĩ trở về với người mình yêu và hai người cưới nhau vào năm 1976. Bà Loan không bao giờ ghen những cô ca sĩ vây quanh người chồng nghệ sĩ, bà còn động viên ông cố gắng công tác tốt. Nhạc sĩ Bổng tự hào về người vợ thông minh và biết chia sẻ công việc của chồng. Tuy nhiên, bệnh hoang tưởng xuất hiện làm bà Loan sống trong vật vã về thể xác và tâm hồn. Trong hoàn cảnh đó, ông Bổng luôn cố gắng gần gũi vợ để tạo cảm giác an toàn cho người bạn đời kém may mắn của mình. Ông luôn chạy vạy khắp nơi, tìm thuốc chữa nhưng không được. Tuy vậy, tình yêu của ông dành cho bà Loan vẫn không thay đổi.

## Các sáng tác[2]
Đoàn Bổng đã viết
- Nhiều tác phẩm khí nhạc, tiêu biểu là:

- Hòa tấu dàn nhạc dân tộc Làm theo lời Bác
- Rondo Cây tre Việt Nam
- Độc tấu đàn bầu Miền Nam son sắt một lòng

- Nhiều ca khúc, được tuyển tập trong album Dòng sông quê em, dòng sông quê anh, tập Tuyển chọn ca khúc Đoàn Bổng, đáng chú ý có các bài hát:

- Dòng nước ân tình
- Niềm vui trọn vẹn
- Dòng sông quê em, dòng sông quê anh
- Hà Nội-những kỷ niệm trong tôi
- Về Hà Tây đi em
- Hát về Người
- Hồ Chí Minh ngọn cờ hòa bình
- Từ làng Sen con hát tên Người
- Em tập múa, em tập hát